# Kyjovice

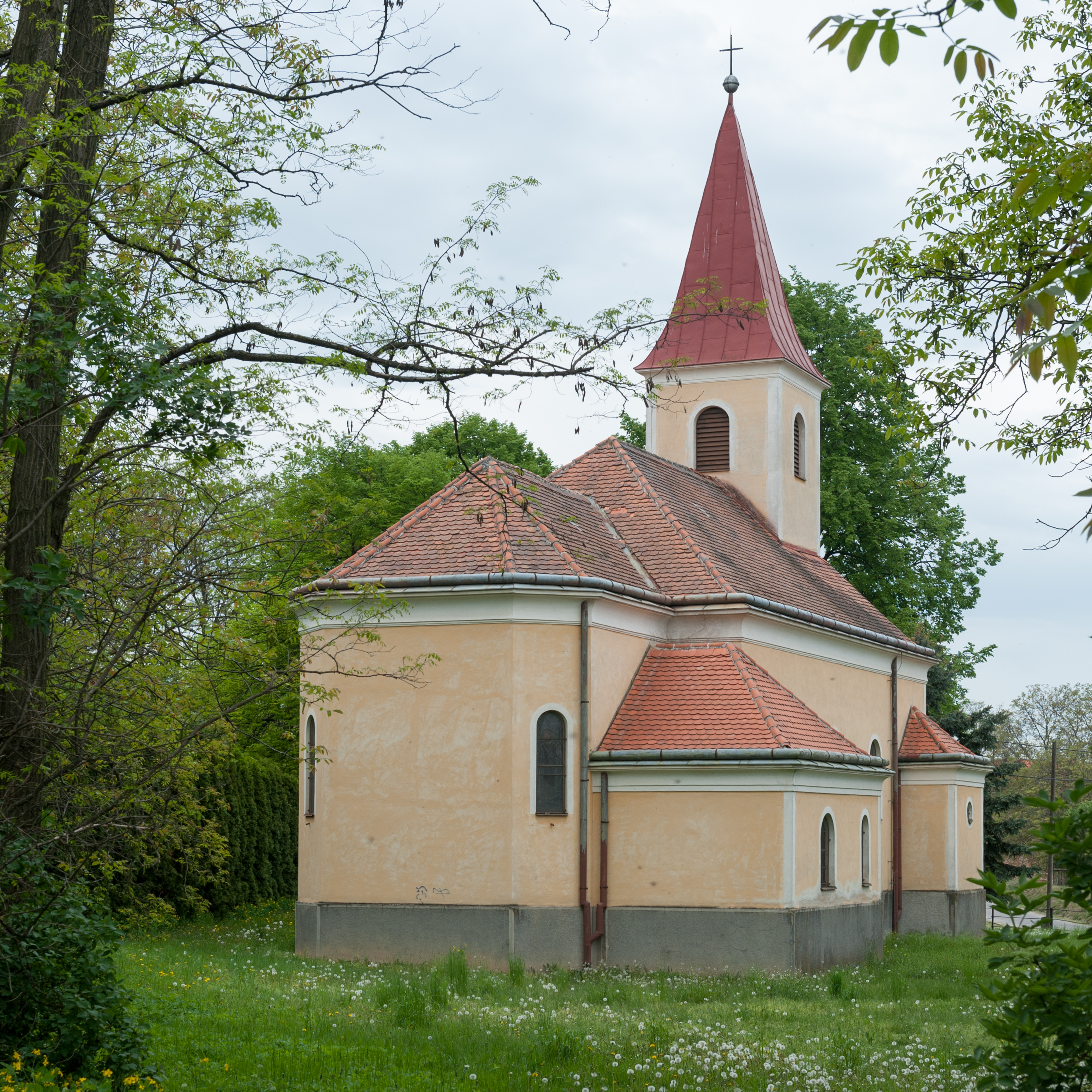
Kapelle des hl. Bartholomäus

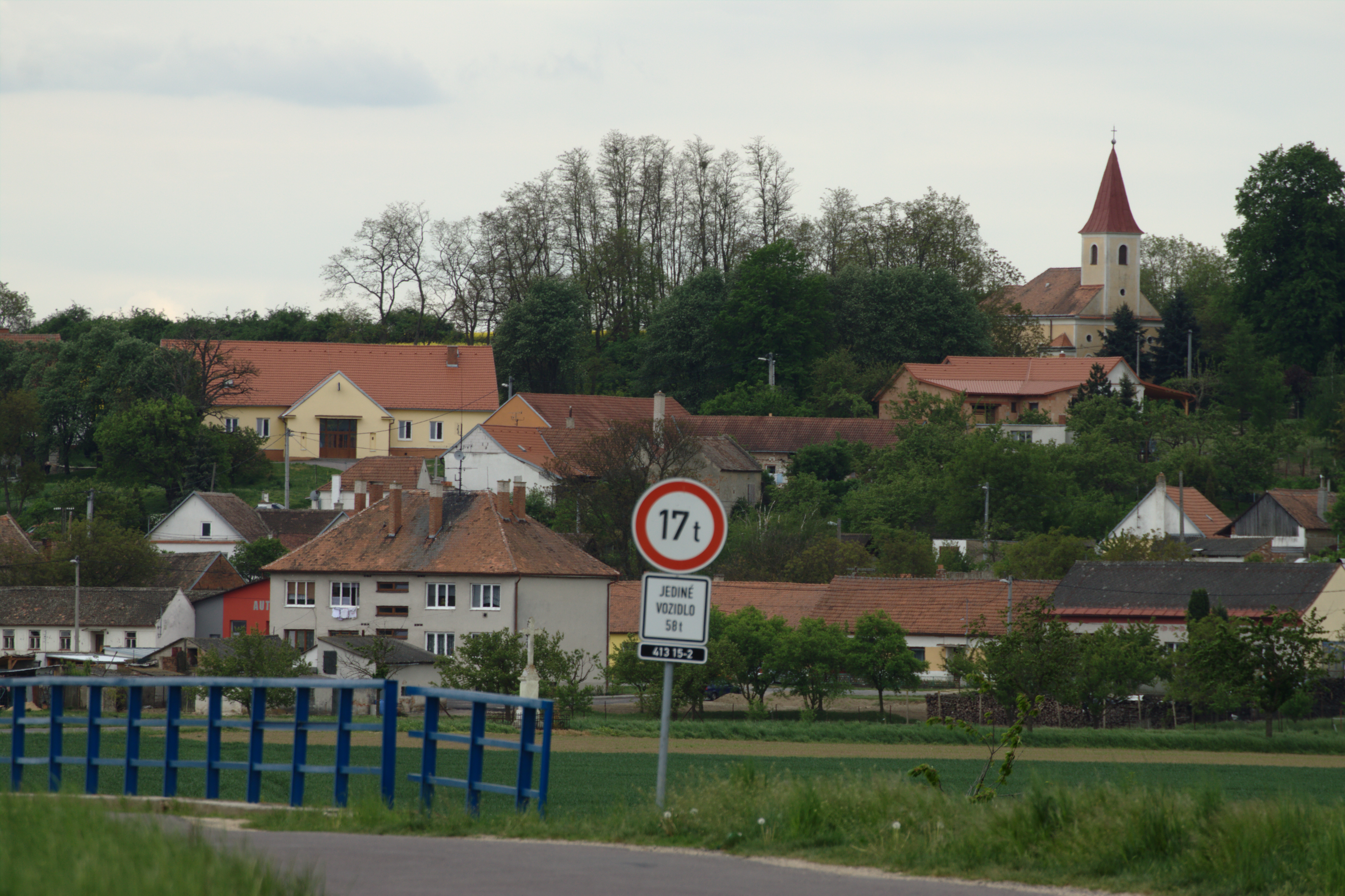
Blick von der Jevišovka-Brücke auf das Dorf

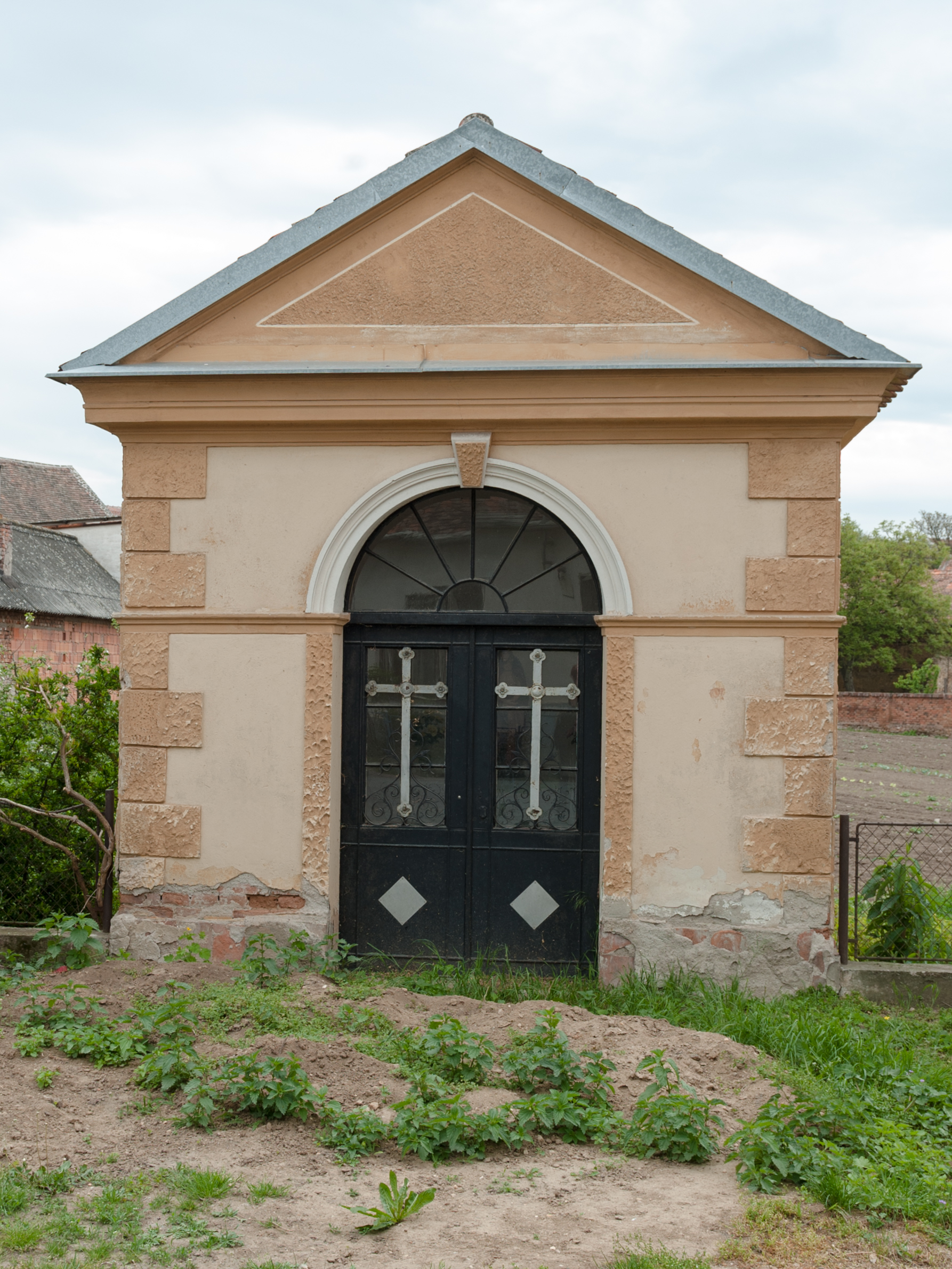
Kapelle auf dem Dorfplatz

Kyjovice (deutsch Gaiwitz) ist eine Gemeinde in Tschechien. Sie liegt elf Kilometer nördlich von Znojmo und gehört zum Okres Znojmo.

## Geographie
Das Angerdorf Kyjovice befindet sich an einer Terrasse rechtsseitig der Jevišovka in der Thaya-Schwarza-Senke. Südwestlich erhebt sich die Kamenná hora (Silberried, 278 n. n.m.).
Nachbarorte sind Žerotice und Želetice im Norden, Vítonice und Oleksovice im Osten, Bohunice im Südosten, Bantice und Těšetice im Süden, Kuchařovice, Svatý Hubert und Únanov im Südwesten, Tvořihráz im Westen sowie Loucký Mlýn im Nordwesten.

## Geschichte
Archäologische Funde belegen eine frühzeitliche Besiedlung des Gemeindegebiets. Bei Ausgrabungen in den Jahren 1921/22 und 1936/37 wurden jungsteinzeitliche Gräber aufgefunden. Im südlichen Teil der Gemarkung über dem Tal der Únanovka wurde 1956 ein Siedlungsplatz verschiedener Kulturen von der Jungsteinzeit bis zur Hallstattzeit entdeckt und 1958 untersucht. Bedeutendster Fund war dabei eine Kreisgrabenanlage der Mährisch Bemaltkeramischen Kultur.
Die erste urkundliche Erwähnung des Dorfes erfolgte im Jahre 1275 als Sitz der Ritter Kigowsky von Kigowic. In einem Besitzverzeichnis der Deutschordenskommende Hostradicz wurde 1346 ein Niclas de Geywicz aufgeführt, Mitbesitzer des Gutes war dessen Oheim Adam von Žerotic. Im Jahre 1350 wurde das Dorf als Kyowycz bezeichnet, 1408 als Kyogow. 1385 einigten sich die Brüder Wenzel und Heinrich von Kigowic wegen ihres Besitzes. Als nachfolgende Grundherren wurden 1406 Peter von Kigowic sowie 1498 dessen gleichnamiger Nachfahre als Käufer des Gutes Platsch erwähnt. Der Erbe des letzteren, Johann von Kigowic, veräußerte 1512 die Feste und das Dorf Kigowice zusammen mit Platsch an Heinrich Jankowsky von Wlaschim. Dessen Nachfahre Peter Jankowsky von Wlaschim trat 1562 seinen Untertanen in Kigowice und Prosiměřice Fluren am Wäldchen Skřinka oberhalb von Kigowice zur Anlegung eines neuen Weinberges ab und befreite sie dafür für die ersten sechs Jahre von allen Abgaben. 1563 verkaufte er die Feste, den Hof und das Dorf Kigowice an Friedrich Březnický von Náchod, der den Besitz mit seinem Gut Bonitz vereinigte. Bohuchwal Jaroslaw von Náchod auf Žerotitz veräußerte 1610 das Gut Bonitz mit allem Zubehör – darunter das Dorf Kigowice mit einem Meierhof, einem Schafhof, drei Weinbergen, Obstgärten, Wäldern und einem großen Teich – an den Besitzer der Znaimer Burg und späteren Oberstrichter und Oberstkämmerer der Markgrafschaft Mähren, Wilhelm von Ruppa. Dieser war zusammen mit Ladislav Velen von Zierotin einer Führer des Mährischen Ständeaufstandes von 1619. Nach der Schlacht am Weißen Berg floh Wilhelm von Ruppa aus Böhmen; seine Güter wurden konfisziert. Das Gut Bonitz wurde an den kaiserlichen Protomedikus in Mähren, Thomas Mingoni verkauft. Seit 1672 wurde der Ort als Gaywitz bzw. Gaiwitz bezeichnet. Aus dieser Zeit stammt auch das älteste Ortssiegel, das ein Pflugeisen und ein Rebmesser zeigte. Nachdem Mingonis Söhne ohne Nachkommen verstorben waren, erfolgte 1684 der landrechtliche Verkauf des Gutes Bonitz mit Gaiwitz an den kaiserlichen Kämmerer und Oberstsilberkämmerer Peter von Mollard. Dessen Neffe Ferdinand Ernst von Mollard verkaufte 1699 die vereinigten Güter Bonitz und Gaiwitz an die Besitzerin der Herrschaft Frischau, Eleonore Margarethe von Schleswig-Holstein-Sonderburg-Wiesenburg, die ihre Güter 1702 ihrem Mann Max von Liechtenstein vererbte. 1793 bestand das Dorf aus 29 Häusern mit 161 Einwohnern. Nach dem Tode von Moritz von Liechtenstein fielen die Frischauer und Groß Meseritscher Besitzungen 1819 seiner jüngsten Tochter Leopoldine zu, die später Ludwig von Lobkowitz heiratete.
Im Jahre 1835 bestand das im Znaimer Kreis gelegene Dorf Gaiwitz bzw. Kygowice aus 45 Häusern, in denen 285 deutschsprachige Personen lebten. Im Ort gab es einen herrschaftlichen Meierhof. Pfarr- und Schulort war Žerotitz. Bis zur Mitte des 19. Jahrhunderts blieb Gaiwitz der Allodialherrschaft Frischau untertänig.
Nach der Aufhebung der Patrimonialherrschaften bildete Gaiwitz / Kyjovice ab 1849 mit der am Pratscher Bach (Únanovka) gelegenen Einschicht Haikamühle / Hájecký mlýn eine Gemeinde im Gerichtsbezirk Znaim. Ab 1869 gehörte die Gemeinde zum Bezirk Znaim; zu dieser Zeit hatte Gaiwitz 271 Einwohner und bestand aus 51 Häusern. 1890 hatte Gaiwitz 280 Einwohner und bestand aus 58 Häusern; zehn Jahre später lebten in der Gemeinde 283 Personen. Nach dem Ersten Weltkrieg zerfiel der Vielvölkerstaat Österreich-Ungarn, die Gemeinde wurde 1918 Teil der neu gebildeten Tschechoslowakischen Republik. In dieser Zeit erwarb der tschechische Schulverein ein Haus und richtete darin eine tschechische Minderheitsschule ein. Beim Zensus von 1921 lebten in den 71 Häusern von Gaiwitz 287 Personen, darunter 235 Deutsche und 50 Tschechen. Im Zuge der Bodenreform wurde das Gut Gaiwitz in den 1920er Jahren aufgeteilt; den Fürsten Lobkowitz verblieb ein Drittel der Fläche, den übrigen Teil erwarb ein Brünner Bankier. 1930 war Gaiwitz auf 87 Häuser angewachsen und hatte 307 Einwohner, darunter 193 Deutsche und 112 Tschechen. 1936 wurde der hölzerne Glockenstuhl auf dem über dem Dorf befindlichen Glöckelberg abgebrochen und an seiner Stelle eine Kirche gebaut. Nach dem Münchner Abkommen wurde die Gemeinde 1938 dem Großdeutschen Reich zugeschlagen und gehörte bis 1945 zum Kreis Znaim. Die tschechische Schule wurde 1938 geschlossen und in dem Haus eine deutsche Schule eröffnet. Im Jahre 1939 erfolgte die Eingemeindung nach Proßmeritz. Nach dem Ende des Zweiten Weltkrieges kam Kyjovice zur Tschechoslowakei zurück; zugleich erfolgte die Wiederherstellung der alten Verwaltungsstrukturen. Die meisten deutschsprachigen Bewohner wurden vertrieben. Danach begann der Abbruch eines Teils der Häuser. Im Jahre 1950 hatte die Gemeinde Kyjovice 263 Einwohner und bestand aus 68 Häusern. Die Einschicht Hájecký mlýn wurde 1983 im Zuge der Errichtung des Stausees Těšetice überflutet. Beim Zensus von 2001 lebten in den 62 Häusern von Kyjovice 150 Personen.

## Sehenswürdigkeiten
- Kirche des hl. Bartholomäus, erbaut 1936–1937
- Kapelle auf dem Dorfplatz
- Denkmal für die Gefallenen des Ersten Weltkrieges auf dem Dorfplatz, enthüllt 1921
- Gedenkstein für die Gefallenen des Zweiten Weltkrieges
- Mehrere Flurkreuze
- Stausee Těšetice, südwestlich des Dorfes an der Únanovka, er hat eine Wasserfläche von 12 ha.
- Naturdenkmal Zmijiště, der Wald am Südhang über dem Bohunický rybník und dem Stausee Těšetice wurde 2013 unter Schutz gestellt. Östlich schließt sich die archäologische Fundstätte „Těšetice-Kyjovice“ an.